# Anders Silwer

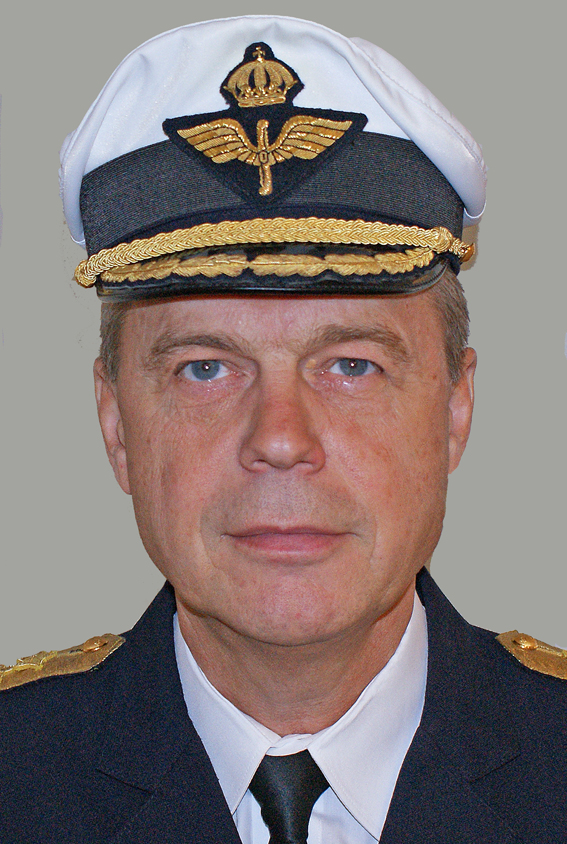
Anders Silwer (2014)

Anders Silwer (* 20. Januar 1959 in Båstad) ist ein schwedischer Generalleutnant und Verantwortlicher für die Ausbildung und Weiterentwicklung der schwedischen Streitkräfte.

## Leben
Anders Silwer trat 1979 in die schwedischen Streitkräfte im Bereich der Flugabwehr ein, wo er in Schonen bis 1981 tätig war. Danach absolvierte er seine Ausbildung zum Militärpiloten und wurde im Anschluss auf die Saab 35 Draken umgeschult. Bis 1992 diente er in einem Geschwader in Schonen, ab 1990 auch als Fluglehrer und wurde 1992 für den schwedischen Stabsoffizierlehrgang ausgewählt, den er bis 1993 durchlief.
Von 1993 bis 1995 war er in seiner alten Einheit zuerst Einsatzoffizier und später Staffelkapitän, bevor er 1995 nach Stockholm an die Schule der Streitkräfte zum Generalstabsoffizierlehrgang versetzt wurde. 1998 wurde er Kommandeur der Einheit, die für die taktische Erprobung der Saab 39 Gripen verantwortlich zeichnete. Danach durchlief er im Kommando der schwedischen Luftstreitkräfte Posten als Leiter der Operationsabteilung und stellvertretender Kommandeur der fliegenden Verbände.
2004 wechselte er ins Kommando der schwedischen Streitkräfte und war dort bis 2005 verantwortlich für strategische Planung, danach von 2006 bis 2007 Kommandeur der Lufteinsätze im gemeinsamen Hauptquartier der Streitkräfte. 2007 wurde er zum stellvertretenden Befehlshaber der Luftwaffe ernannt, 2008 bis 2011 übernahm er das Kommando über die Teilstreitkraft.
Beförderungen
- 1989 Hauptmann
- 1993 Major
- 1998 Oberstleutnant
- 2001 Oberst
- 2006 Brigadegeneral
- 2008 Generalmajor
- 2012 Generalleutnant

Von 2012 bis 2013 war er kurz Leiter der Operationen der Streitkräfte, bevor er Verantwortlicher für die Ausbildung und Weiterentwicklung der gesamten Streitkräfte ernannt wurde.

## Privates
Anders Silwer ist verheiratet und hat drei Kinder.